# Sigurd Hring

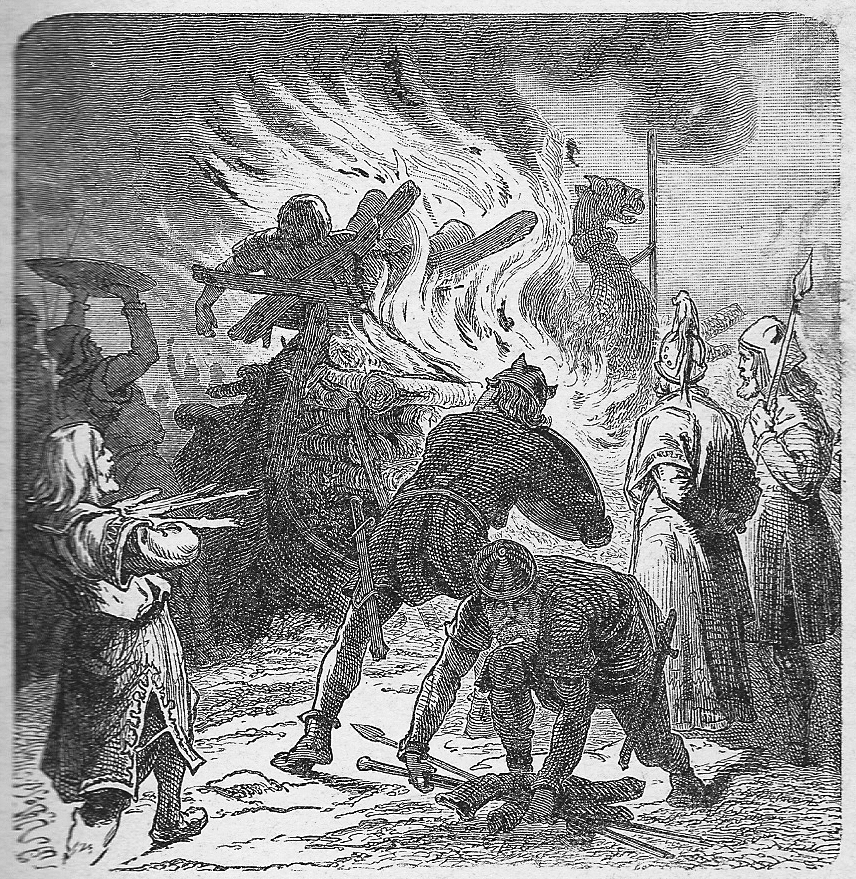
Sigurd verbrandt het lichaam van Harald tijdens het gevecht van Brávellir.

Sigurd Hring (Oudnoords: Sigurðr hringr; geboren rond het 750), was een legendarische Zweedse koning die in vele oude Scandinavische saga's wordt genoemd. Volgens sommige van deze saga's won hij het het gevecht van Brávellir tegen Harald Hildetand. Ook zou hij de vader zijn geweest van Ragnar Lodbrok. Hij zou tegen de binnenvallende Koeren in het zuidelijke deel van het huidige Zweden hebben gevochten.